# Xylosandrus
Genre
Xylosandrus est un genre d'insectes coléoptères de la famille des Curculionidae (sous-famille des Scolytinae, les scolytes).

## Liste d'espèces

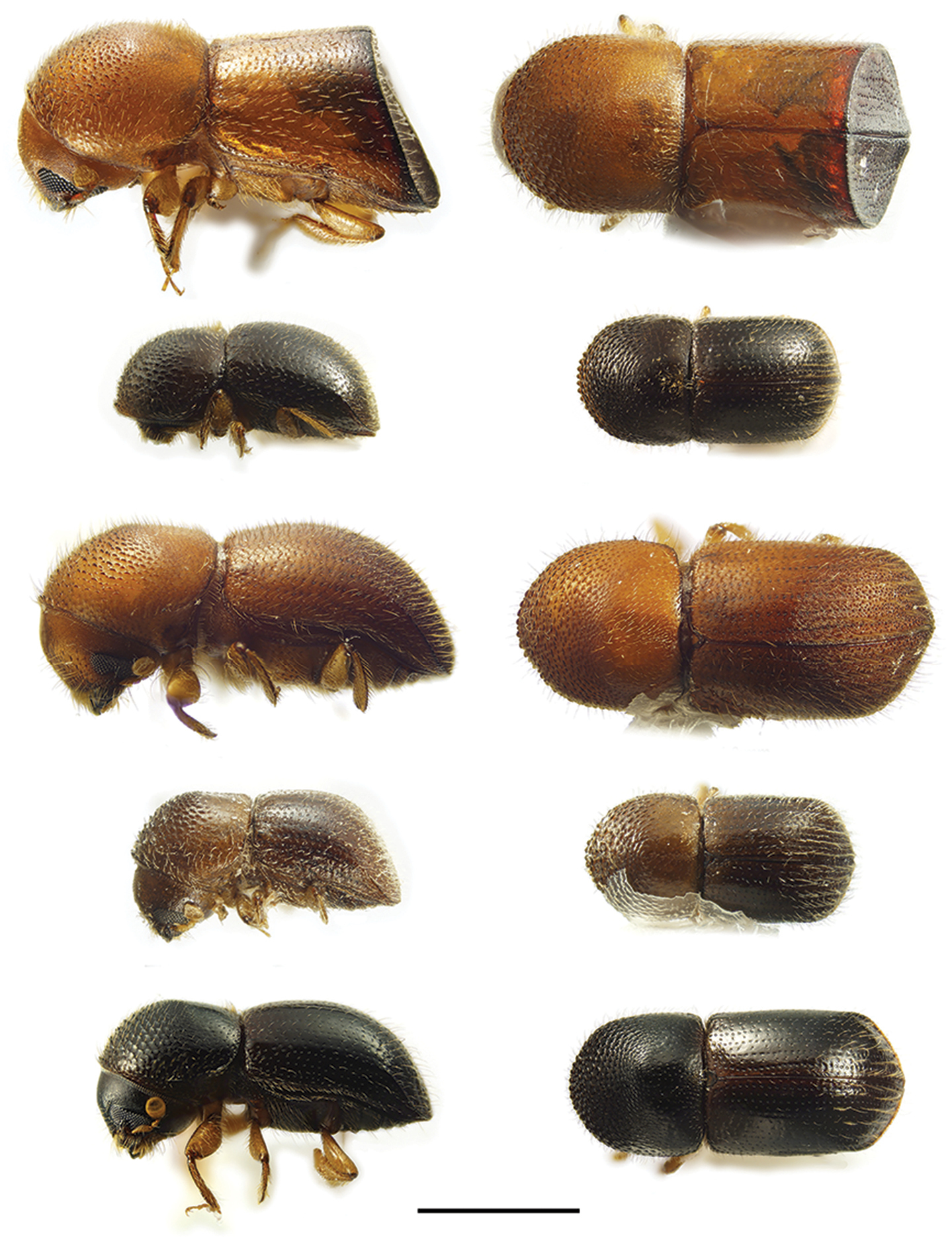
De haut en bas : Xylosandrus amputatus, X. compactus, X. crassiusculus, X. curtulus et X. germanus. Échelle : 1 mm.

Selon Catalogue of Life (10 oct. 2013) :
- Xylosandrus abruptoides
- Xylosandrus abruptulus
- Xylosandrus adherescens
- Xylosandrus arquatus
- Xylosandrus assequens
- Xylosandrus ater
- Xylosandrus borealis
- Xylosandrus brevis
- Xylosandrus butamali
- Xylosandrus compactus
- Xylosandrus corthyloides
- Xylosandrus crassiusculus
- Xylosandrus curtulus
- Xylosandrus cylindrotomicus
- Xylosandrus derupteterminatus
- Xylosandrus deruptulus
- Xylosandrus difficilis
- Xylosandrus discolor
- Xylosandrus diversepilosus
- Xylosandrus eupatorii
- Xylosandrus ferinus
- Xylosandrus fijianus
- Xylosandrus germanus
- Xylosandrus gravidus
- Xylosandrus hirsutipennis
- Xylosandrus improcerus
- Xylosandrus jaintianus
- Xylosandrus laticeps
- Xylosandrus mancus
- Xylosandrus mediocris
- Xylosandrus mesuae
- Xylosandrus metagermanus
- Xylosandrus morigerus
- Xylosandrus mutilatus
- Xylosandrus nanus
- Xylosandrus omissus
- Xylosandrus oralis
- Xylosandrus orbiculatus
- Xylosandrus pilula
- Xylosandrus posticestriatus
- Xylosandrus pseudosolidus
- Xylosandrus pusillus
- Xylosandrus pygmaeus
- Xylosandrus retusus
- Xylosandrus solidus
- Xylosandrus squamulatus
- Xylosandrus strumosus
- Xylosandrus subsimiliformis
- Xylosandrus subsimilis
- Xylosandrus terminatus
- Xylosandrus testudo
- Xylosandrus ursa
- Xylosandrus ursinus
- Xylosandrus ursulus
- Xylosandrus zimmermanni

Selon NCBI (10 oct. 2013) :
- Xylosandrus amputatus
- Xylosandrus ater
- Xylosandrus brevis
- Xylosandrus butamali
- Xylosandrus compactus
- Xylosandrus crassiusculus
- Xylosandrus discolor
- Xylosandrus germanus
- Xylosandrus improcerus
- Xylosandrus mancus
- Xylosandrus monteithi
- Xylosandrus morigerus
- Xylosandrus mutilatus
- Xylosandrus queenslandi
- Xylosandrus ursa
- Xylosandrus ursinus